# 217628 Lugh
217628 Lugh este o planetă minoră (asteroid potențial periculos⁠(d)), cu un diametru de 1,4 km, din Asteroid Apollo. A fost descoperită pe 17 aprilie 1990 la Observatorul Kleť de Antonín Mrkos. 
Obiectul prezintă o orbită caracterizată de o semiaxă mare de 2,5277108915848 UAi, o excentricitate de 0,7032, o înclinație de 4,0195 ° în raport cu ecliptica.